# فرودگاه ایگر
فرودگاه ایگر (به انگلیسی: Yeager Airport) یک فرودگاه همگانی باربری با کد یاتا CRW است که یک باند فرود آسفالت دارد و طول باند آن ۲۰۷۳ متر است. این فرودگاه در شهر چارلستون (ویرجینیای غربی) کشور ایالات متحده آمریکا قرار دارد و در ارتفاع ۲۹۹ متری از سطح دریا واقع شده است.